# Liste der Monuments historiques in Bourguignon-lès-Conflans
Die Liste der Monuments historiques in Bourguignon-lès-Conflans führt die Monuments historiques in der französischen Gemeinde Bourguignon-lès-Conflans auf.

## Liste der Immobilien
| Bezeichnung                         | Beschreibung                                                                       | Standort                  | Kennzeichnung | Schutzstatus | Datum | Bild           |
| ----------------------------------- | ---------------------------------------------------------------------------------- | ------------------------- | ------------- | ------------ | ----- | -------------- |
| Château de Bourguignon-lès-Conflans | Burg, 13. und 15. Jahrhundert                                                      | Impasse du Château (Lage) | PA00102122    | Inscrit      | 1927  | weitere Bilder |
| Kirche St-Georges                   | ab dem 13. Jahrhundert                                                             | Place de la Mairie (Lage) | PA00102123    | Inscrit      | 1946  | weitere Bilder |
| Brücke über die Lanterne            | gusseiserne Segmentbogenbrücke des Systems Polonceau, 1849 erbaut; auch zu Mersuay | Rue des Ponts (Lage)      | PA00102124    | Inscrit      | 1982  | weitere Bilder |

## Liste der Objekte
| Bezeichnung                        | Beschreibung | Standort                        | Kennzeichnung | Schutzstatus | Datum | Bild |
| ---------------------------------- | --- | ------------------------------- | ------------- | ------------ | ----- | ---- |
| Relief Heiliger Georg              | Stein, farbig gefasst, bezeichnet 1489 | in der Kirche St-Georges (Lage) | PM70000155    | Classé       | 1910  |      |
| Bodenfliesen                       | aus dem 16. Jahrhundert | in der Kirche St-Georges (Lage) | PM70000159    | Classé       | 1970  |      |
| Taufbecken                         | Sandstein, bezeichnet 1561 | in der Kirche St-Georges (Lage) | PM70000160    | Classé       | 1985  |      |
| Altar der herrschaftlichen Kapelle | Altartisch, Retabel, zwei Skulpturen und ein Gemälde; Stuck und Holz, farbig gefasst und vergoldet, Ölfarbe auf Leinwand, 18. und 19. Jahrhundert | in der Kirche St-Georges (Lage) | PM70002091    | Inscrit      | 1995  |      |
| Skulptur Maria Immaculata          | Holz, farbig gefasst und vergoldet, 18. Jahrhundert                                                                                               | in der Kirche St-Georges (Lage) | PM70002173    | Inscrit      | 1984  |      |
| Ziborium                           | Silber, vergoldet, datiert 1789 | in der Kirche St-Georges (Lage) | PM70000156    | Classé       | 1970  |      |
| Kelch                              | Silber, vergoldet, gemarkt 1748, Goldschmied Pierre-François Grandguillaume                                                                       | in der Kirche St-Georges (Lage) | PM70000157    | Classé       | 1970  |      |
| Hauptaltar                         | Altartisch, Tabernakel, Retabel und Gemälde; Holz, farbig gefasst und vergoldet, Ölfarbe auf Leinwand, Anfang des 18. Jahrhunderts                | in der Kirche St-Georges (Lage) | PM70000158    | Classé       | 1970  |      |